# キケ・サベリオ
ハビエル・エンリケ・"キケ"・デルガド・サベリオ（Javier Enrique "Kike" Delgado Saverio、1999年6月19日 - ）は、イタリア・ジェノヴァ出身のスペイン人サッカー選手。アリス・テッサロニキ所属。ポジションはフォワード。

## クラブ経歴
エクアドル人の両親の下、イタリアのジェノヴァに生まれた。生後すぐにエクアドルに帰国し、サベリオが5歳のときにスペインへ移住した。2015年、UEコルネジャからFCバルセロナのラ・マシアに移った 。2018-19シーズン、バルセロナのBチームに昇格。
2020年9月16日、CAオサスナと3年契約を交わした。同年12月15日、コパ・デル・レイのUDトマレス戦で移籍後初出場。
2021年1月31日、出場機会を得るため、セグンダ・ディビシオンBのFCアンドラにレンタル移籍した。
2021年7月28日、SDポンフェラディーナに1シーズンの契約でレンタル移籍をした。
2023年1月22日、プリメーラ・フェデラシオンに所属していたデポルティーボ・ラ・コルーニャにフリーで移籍し、1年半契約を交わした。
2023年7月2日、アリス・テッサロニキに2年契約で移籍した。

## タイトル
バルセロナ
- UEFAユースリーグ : 1回 (2017-18)